# Francisco Alba Medina

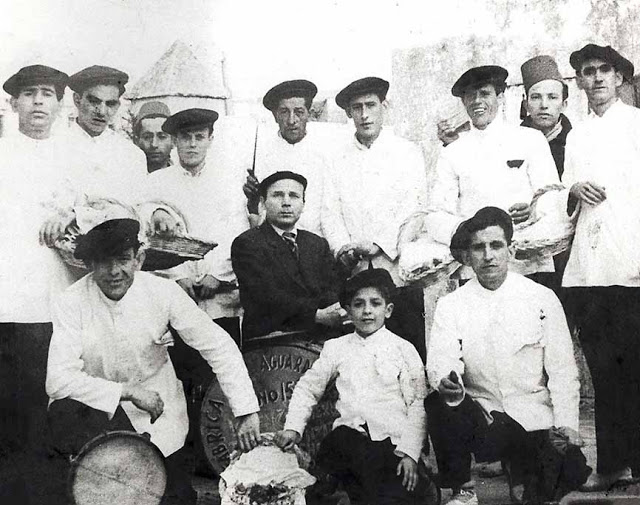
Los vendedores de marisco (1953)

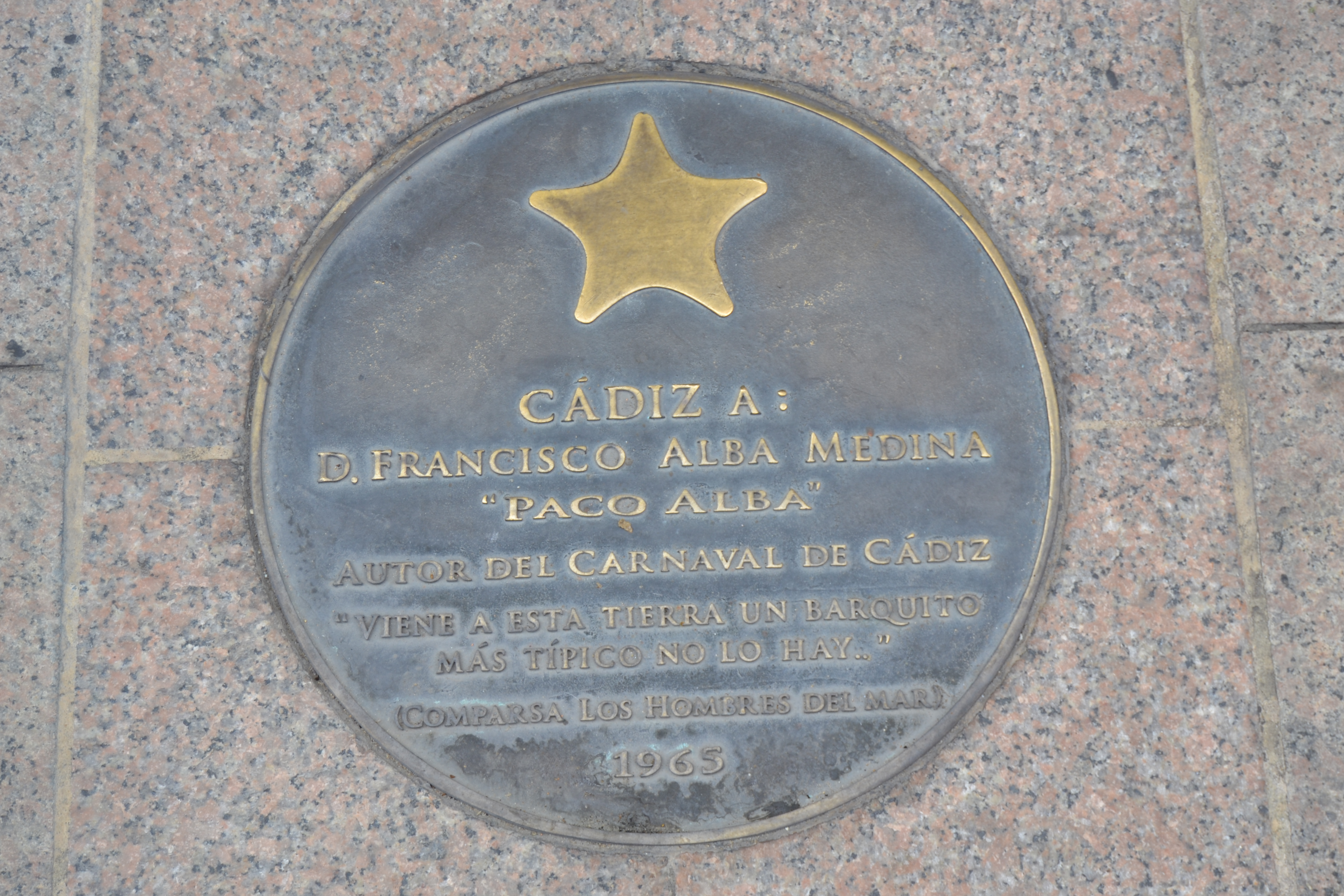
Homenaje a Paco Alba en el Gran Teatro Falla

Francisco José María del Sagrado Corazón de Jesús Alba Medina, más conocido como Paco Alba (Conil de la Frontera, 23 de abril de 1918-Cádiz, 15 de enero de 1976), fue un músico, letrista español, compositor de coplas de carnaval. Considerado en el mundo del carnaval gaditano como el creador de la comparsa del Carnaval de Cádiz y uno de los máximos exponentes de esta fiesta.

## Biografía
Nació en Conil de la Frontera, el 23 de abril de 1918, y fue el sexto y último hijo de Francisco Alba Romero y Josefa Medina Zájara. La afición a la música le venía de familia, puesto que su padre, dos tíos y cinco primos hermanos eran componentes de la Banda de Música de Conil. Todos ellos estudiaron solfeo, incluido Paco, que posteriormente tocaría el clarinete. Dicha banda fue dirigida por su tío hasta que desapareció a finales de la Segunda República Española.

## Comienzos y censura
Al finalizar La guerra civil española, Paco Alba participa en varios grupos dedicados a la música, en los que intenta sacar algunos beneficios económicos para su familia ya que la situación económica de España pasaba por uno de sus peores momentos históricos.
Mientras Paco se encontraba de gira con uno de sus grupos recibe la noticia de que su hermana fallece y se traslada a Cádiz para estar con los suyos. Estando en Cádiz recibe la aprobación para entrar a trabajar en los Astilleros de Cádiz.
Gracias a los dotes de compositor en letra y música que Paco venía demostrando desde hacía tiempo, en octubre de 1952 los compañeros de Paco le presentan a Francisco Patrón Tisirán, el cual quería sacar una agrupación de carnaval y que Paco fuese su autor. Así nacería la primera agrupación que Paco Alba llevase a concurso, “Los vendedores de marisco”.
Debido a las letras cargadas de ironía y crítica social, no fueron muy bien recogidas por el Gobierno y la Iglesia y la censura hizo su función, por lo que el jurado tomó la decisión de descalificar a la chirigota.
Al año siguiente con el mismo grupo y con Tisirán de nuevo como director ganaría el segundo premio con “Los guajiros” comenzando así su ascenso a la gloria del Carnaval de Cádiz.

## Creador de la comparsa
Los organizadores del Concurso de Agrupaciones del Carnaval de Cádiz eran incapaces de calificar por igual las chirigotas convencionales a las agrupaciones que Paco Alba estaba trayendo desde 1953. Así que en 1960 deciden cambiar las reglas creando la modalidad de comparsa. De esta forma se trató de encajar este nuevo estilo. El autor de Conil pasó a la historia como el creador de la comparsa, siendo "Los Pajeros" su primera comparsa oficial.

## Reconocimientos
Sus agrupaciones fueron premiadas muchas veces a lo largo de décadas por lo ingenioso de sus composiciones.
Se le otorgó el Antifaz de Oro en el año 1969, máximo galardón que puede obtener un autor o intérprete del Carnaval de Cádiz.
Se le dedicó el XXI Congreso del Carnaval de Cádiz.

## Trayectoria carnavalesca
| Año  | Agrupación                       | Modalidad | Autoría        | Posición      |
| ---- | -------------------------------- | --------- | -------------- | ------------- |
| 1953 | Los vendedores de mariscos       | Chirigota | Letra y Música | Descalificada |
| 1954 | Los guajiros                     | Chirigota | Letra y Música |               |
| 1955 | Los del bocho                    | Chirigota | Letra y Música |               |
| 1955 | Los mosqueteros                  | Coro      | Música         |               |
| 1956 | Los del fin de curso             | Chirigota | Letra y Música |               |
| 1956 | Los de pura cepa                 | Coro      | Música         |               |
| 1957 | Los sarracenos                   | Chirigota | Letra y Música | Especial      |
| 1958 | Los julianes                     | Chirigota | Letra y Música |               |
| 1958 | Los hombres de la Edad de Piedra | Chirigota | Música         | Accésit       |
| 1959 | La hueste de Don Nuño            | Chirigota | Letra y Música | Especial      |
| 1959 | Los tontos de pueblo             | Chirigota | Música         |               |
| 1960 | Los pajeros                      | Comparsa  | Letra y Música |               |
| 1960 | Los del tic                      | Chirigota | Letra y Música | Descalificada |
| 1961 | Pancho Albachi y sus mamarrachis | Comparsa  | Letra y Música |               |
| 1961 | Los afiladores de Orense         | Chirigota | Música         | Accésit       |
| 1962 | El pájaro azul y sus matuteros   | Coro      | Música         |               |
| 1963 | Los corrusquillos gaditanos      | Comparsa  | Letra y Música | Especial      |
| 1964 | Los Fígaros                      | Comparsa  | Letra y Música |               |
| 1964 | Los cinco latosos y uno más      | Chirigota | Música         |               |
| 1965 | Hombres del mar                  | Comparsa  | Letra y Música |               |
| 1965 | Los Romanceros                   | Chirigota | Letra y Música | Accésit       |
| 1966 | Los Beduinos                     | Comparsa  | Letra y Música |               |
| 1968 | Los senadores romanos            | Comparsa  | Letra y Música |               |
| 1969 | Los fabulistas                   | Comparsa  | Letra y Música |               |
| 1970 | Los huertanos                    | Coro      | Música         |               |
| 1971 | Los forjaores                    | Comparsa  | Letra y Música |               |
| 1973 | Estampas goyescas                | Comparsa  | Letra y Música |               |
| 1974 | Los abuelitos chirigoteros       | Chirigota | Letra y Música |               |
| 1975 | Los belloteros                   | Chirigota | Letra y Música |               |

### PalmarésCOAC
- Primeros Premios (13)
- Primero Especial (3)
- Segundos Premios (5)
- Terceros Premios (2)

### Otros premios
- Antifaz de Oro: 1969

## Filmografía
- 1961 - La viudita naviera de Luis Marquina.